# Lophosceles frenatus
Lophosceles frenatus är en tvåvingeart som först beskrevs av Holmgren 1872.  Lophosceles frenatus ingår i släktet Lophosceles och familjen husflugor. Arten är reproducerande i Sverige. Inga underarter finns listade i Catalogue of Life.